# 杭州国际会议中心

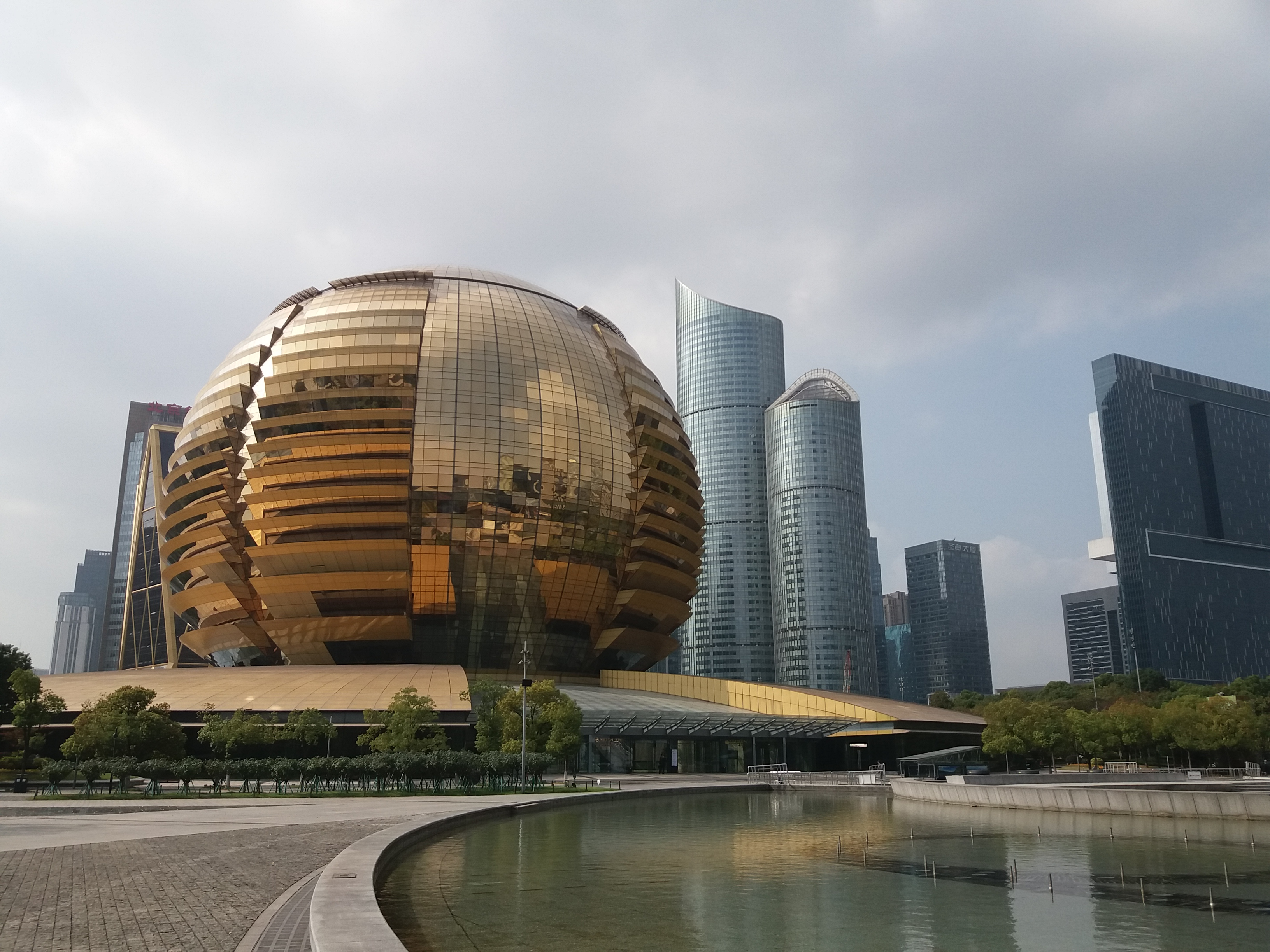
杭州国际会议中心

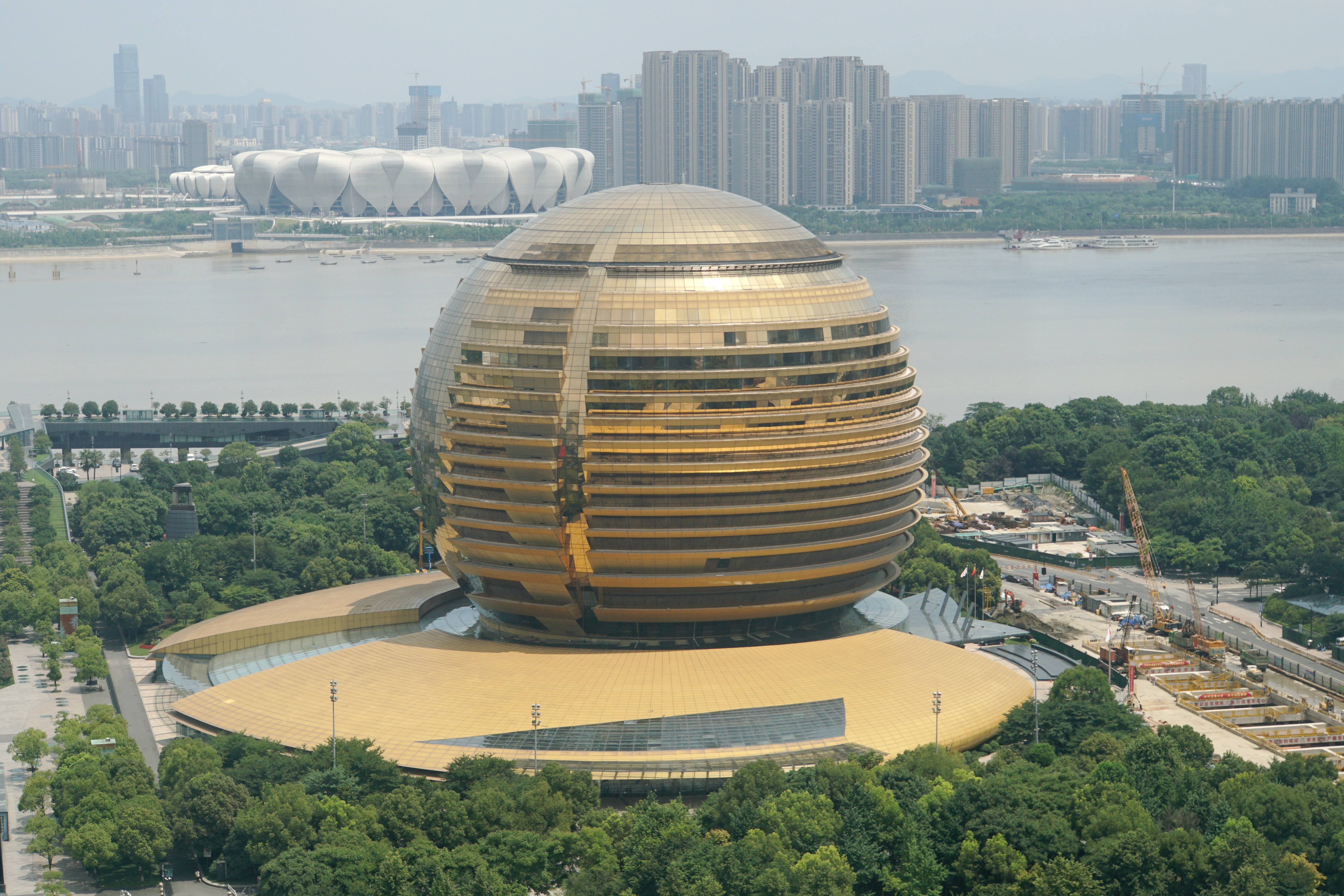
从市民中心观看国际会议中心

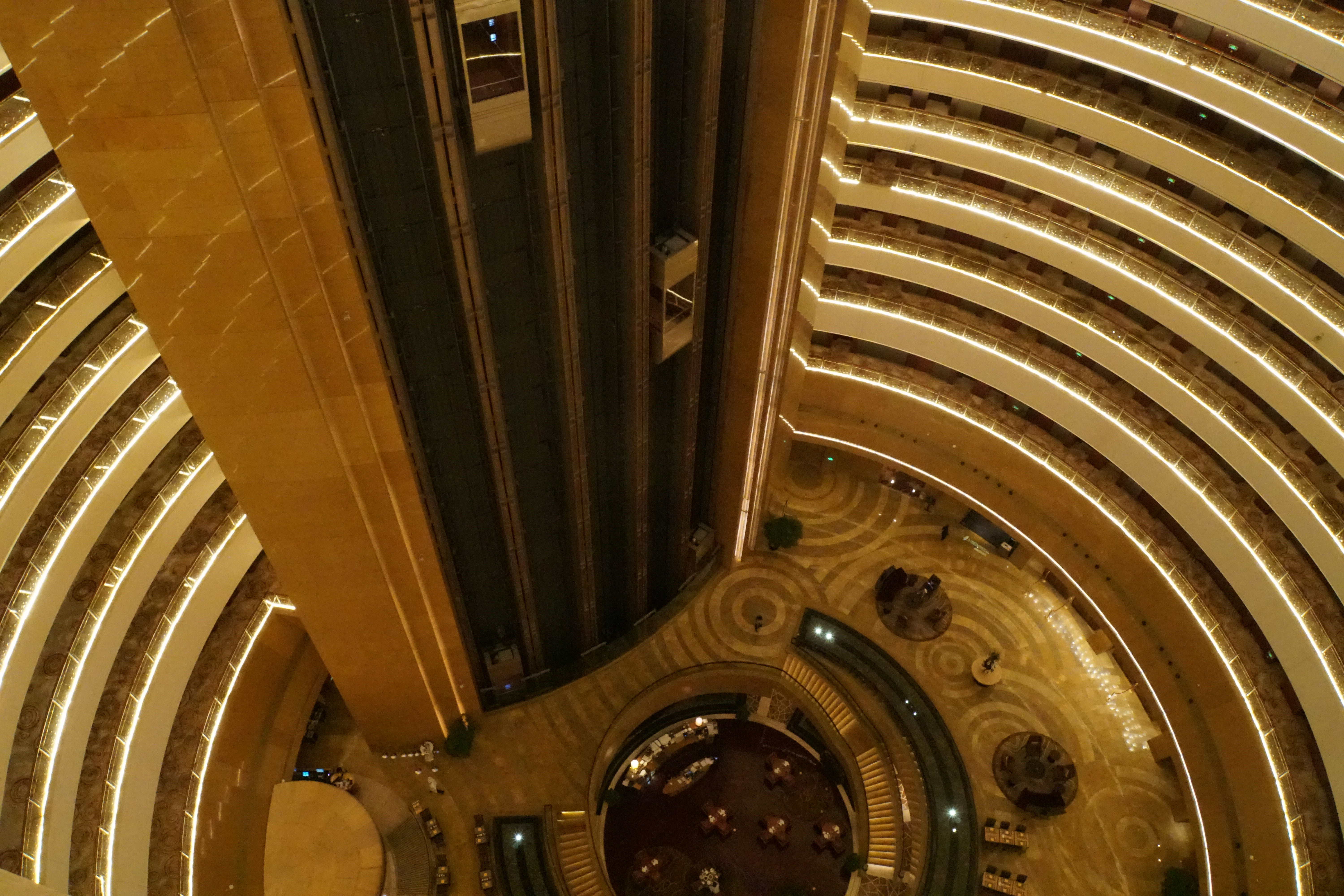
洲际酒店内部

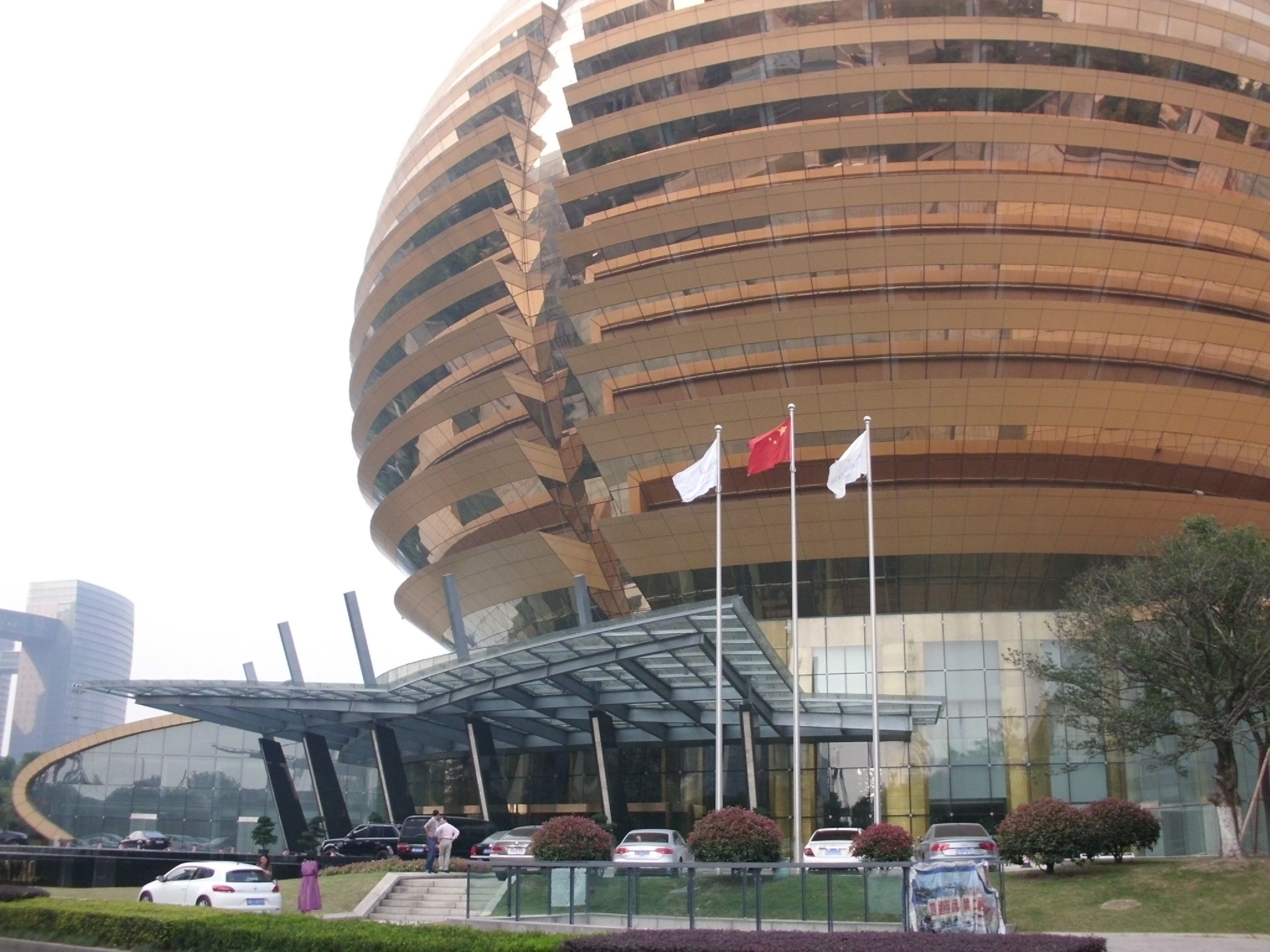
正门

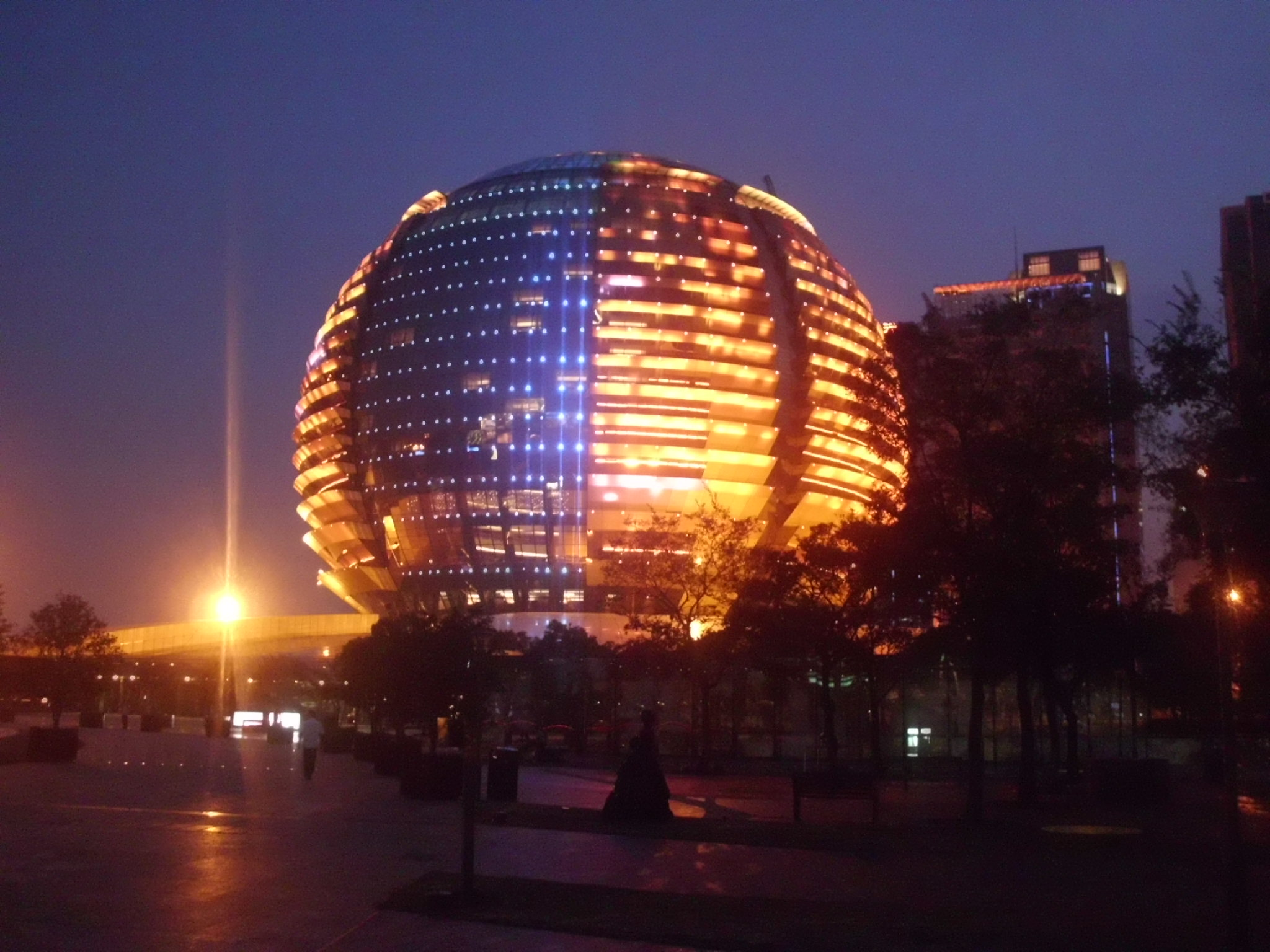
夜景

杭州国际会议中心（Hangzhou International Conference Center）俗称大金球，位于杭州市钱江新城南端钱塘江畔，比邻杭州大剧院。

## 概况
会议中心以会议、超五星级酒店为主要功能，提供会议、演出、演示、展示、住宿、休闲、餐饮等国际标准的综合性多功能会议和商务服务。总建筑面积13万平方米，其中会议部分2.1万平方米，酒店4.8万平方米，其余为后勤服务设施。
建筑总高度85米，主体建筑由12米的椭圆形裙房部分和直径85米的上部球体组成。中心外墙采用金色钛板金色玻璃幕墙，俗称“大金球”。

## 结构功能
- 裙房会议区：两层，设有可灵活分割的2000平米宴会厅、1000座国际会议厅、电视电话会议厅、圆桌会议厅、多功能新闻发布厅及若干中小会议室，包括媒体传播中心与商务中心等。首层与地下一层的波浪文化城购物休闲广场可通过大台阶直接连通。
- 酒店区：会议中心的杭州洲际酒店（InterContinental Hangzhou）于2010年12月27日开业，由钱江新城投资建设，洲际酒店集团负责运营管理，总投资15亿元，总建筑面积13万平方米，共19层高85米[3]。大堂及餐饮位于球体下部，中区325间客房围绕着独特的穹状中厅设置，向大剧院一侧开敞的球面墙幕将阳光和广场上的景观引入。顶部为空中健身中心，包括景观游泳池和SPA。
- 地下一层为酒店后勤辅助配套设施和设备用房，地下二层为450个泊位的停车库。

## 杭州其他大型会展场所
- 杭州和平国际会展中心 （页面存档备份，存于），隶属于浙江和平工贸集团公司，始建于1998年，位于市区东北四条城市交通主干道（东新路、绍兴路、潮王路、建国路）交汇的黄金地域。
- 杭州西湖国际会议中心，位于之江国家旅游度假区7号地块[4]。